# GS Pétroliers
GS Pétroliers – algierski wielosekcyjny klub sportowy z siedzibą w Algierze. Powstał 2 czerwca 2008 roku po wyłączeniu pozapiłkarskich sekcji MC Algier.
Sekcje klubu:
- boksu
- judo
- karate
- lekkoatletyki
- kolarską
- koszykówki
- piłki ręcznej
- pływania
- podnoszenia ciężarów
- siatkówki
- szermierki